# Васенберг
Васенберг (на немски: Wassenberg) е град в окръг Хайнсберг, административен регион Кьолн в Северен Рейн-Вестфалия, в Германия, на границата с Нидерландия.
Градът има площ от 42,41 км² и 17 101 жители (към 31 декември 2012). Намира се в долината на река Рур, на 6 км североизточно от град Хайнсберг, на около 15 км от Рурмонд и на 25 км от Мьонхенгладбах.

## История
През 1273 г. Васенберг получава права на град.
През 1020 г. император Хайнрих II подарява замъкът и земята Васенберг на Герхард Фламенс фон Антойнг (~985 – 1035), който започва да се нарича Герхард граф фон Васенберг, и така основава графския род Васенберги, който след четири генерации на замък Васенберг, основава графство Гелдерн, от което произлизат херцогствата Юлих, Клеве и Берг.
Граф Герхард III (1060 – 1129) от фамилията Фламенсес е през 1085 г. граф на Васенберг и от 1096 г. първият граф на Гелдерн. Герхард III, след участие в кръстоносни походи подарява църквата Св. Георг във Васенберг. Неговата дъщеря Юта (* 1090, † 1151) се омъжва (1131) за Валрам III († 1139), граф и херцог на Лимбург, и занася Васенберг в Лимбург.
През 1206 г., по време на борбата за трона, в императорската битка при Васенберг при река Рур, войската на крал Ото IV от Велфите е победена от Филип Швабски от Хоенщауфените. Войската на Филип Швабски ограбва и унищожава Васенберг. През 1254 г. Васенберг попада обратно към Лимбург. През 1288 г. Васенбергите се бият на страната архиепископа на Кьолн Бруно фон Сайн и загубват в битката при Воринген.
Около 1530 г. Васенберг е обежище на Васенбергските предиканти.
През 2006 г. по случай 800-годишнина на град Васенберг е премиерата на мюзикъла „1206 – Die Kaiserschlacht von Wassenberg“ от Михаел Беднарек (текст) и Торбен Беербоом (музика).